# Водуанський діалект
Водуанський діалект (фр. dialecte vaudois) — це діалект франко-провансальської, або арпітанської мови, яким розмовляють у швейцарському кантоні Во. До XX століття він був місцевою лінгва франка, але кількість його носіїв різко скоротилася. У XXI столітті мова існує завдяки діяльності асоціацій та авторів, що підтримують франко-провансальську культуру.

## Термінологія та самоназва
Вираз patois vaudois — це французький екзонім, тобто зовнішня назва, для позначення арпітанського діалекту кантону Во. У самій мові точний переклад цього виразу був би «patâi vaudâi». Однак це могло б призвести до незручної плутанини: слово «vaudâi» означає «чаклун», а «patâi» звучить як «patet», що перекладається як «незграбний, нудний». Тому носії мови віддають перевагу французьким термінам «patois» та «vaudois», часто пишучи їх як «patoi vaudoi».
Історично водуанці називали свою мову романською або реманською. Цей вираз, однак, вийшов з ужитку. Сьогодні носії мови зазвичай кажуть: «ноштрон вильо дівеса» (наша стара мова).

## Діалектний континуум та різновиди
Водуанський патуа — це діалект арпітанської мови
Хоча водуа розмовляють лише в кантоні Во, він не є повністю однорідним. Це пояснюється географічною відстанню між регіонами, що створює діалектний континуум.
Діалекти периферійних регіонів кантону Во схожі на сусідні діалекти, що знаходяться за його межами. Наприклад, діалект Ла-Кот подібний до женевського, а ормонантський — до інших арпітанських діалектів кантону Вале. Діалект долини Брой має спільні риси з діалектом Фрібура.
Діалект долини Жу, за словами Моріса Боссара, відрізняється своєю архаїчністю.
Навіть у центральній частині кантону діалекти неоднорідні. Діалекти Гро-де-Во та Жора близькі між собою, але відрізняються від діалектів регіону Веве та Монтре.
У XXI столітті термін «водуанський діалект» переважно стосується різновиду «жорат», який також називають «жоратуа» або «дзоратай» у діалекті. Цей варіант найкраще зберігся, був найбільш задокументований і поширився серед нових прихильників. Тому «жоратуа» іноді вважається класичним водуа.

## Кількість носіїв
Станом на 2017 рік, президент Асоціації друзів патуа кантону Во Бернар Мартін порахував, що в кантоні залишилося лише близько тридцяти людей, які пишуть і розмовляють цим діалектом, і ще приблизно 200 осіб, які ним цікавляться.
2022 року Аріан Девантері, керівник відділу культурної спадщини кантону Во, вважала, що постійних носіїв мови налічується менше ніж 140. За її словами, «можемо лише констатувати, що практика патуа є залишковою».

## Походження та лінгвістичні впливи

### Античність та Середньовіччя
Водуа походить від латини, якою розмовляли в Гельвеції римляни та кельтомовне населення. Багато кельтських слів, що стосувалися топонімів, рослинності, тварин та сільськогосподарських знарядь, перейшли в місцеву латину, оскільки їх не існувало в латинській мові Риму
У V столітті на франкомовні регіони Швейцарії, Савойю та Бургундію вторглися бургунди. Попри те, що вони були в меншості, вони залишили слід у мові. Пізніше, у 534 році, франки перемогли бургундів. Однак вплив франків на місцеву латину у Швейцарії та Савої був менш відчутним, ніж у північній Франції. Кілька слів водуа мають германське походження.
Протягом Середньовіччя мовою населення був франко-провансальський діалект, який згодом став водуа. До наших днів збереглося мало середньовічних текстів цією мовою. Тоді сучасною писемною мовою була латина, а літературною — французька. Практика scriptae (писемних текстів) була рідкісною в кантоні Во. Лише деякі юридичні документи, написані латиною, містили топоніми або прізвища водуа. У XV столітті французька мова вже була мовою навчання в школах, які були доступні лише для соціальної еліти.

### XVI століття
У XVI столітті франко-провансальська мова водуа була спільною мовою всього населення кантону, тоді як французька мова вважалася престижною. Населення володіло нею принаймні пасивно.

#### Реформація та утвердження французької мови
З початком Реформації французька мова набула ще більшого престижу. Реформатори, як-от Жан Кальвін, проповідували нею. Французька стала мовою протестантської церкви, використовувалася для проповідей і катехізисів. Біблія перекладалася французькою, але не водуа. Франкомовні гугенотські друкарі з Женеви сприяли поширенню свого стандарту французької мови у франкомовній Швейцарії.
У XVI столітті почало формуватися відчуття, що французька мова є «імпортованою». Населення соціалізувалося на патуа, але освіту отримувало французькою. За словами Дороте Акіно-Вебер та Джулі Ротенбюлер, це призвело до того, що люди відчували розрив між своєю «недосконалою» французькою та повсякденною мовою.

#### Письмова спадщина та повсякденне життя
Попри зростання впливу французької, водуа використовувалася в письмових документах. З XVI століття слова з водуа можна знайти в нотаріальних актах, особливо для позначення точних технічних термінів. Акіно-Вебер і Ротенбюлер вважають, що це було не ознакою поганого володіння французькою, а «бажанням використовувати слова, які найкраще описують місцеві реалії».
Перші тексти: Перший відомий текст водуа — фарс, написаний близько 1520 року нотаріусом Ансельмом Кюкуа у Веве. Подібні полемічні твори з'являлися й у Женеві женевською мовою.

### XVIII століття
Протягом XVII та XVIII століть французька мова ставала дедалі важливішою в повсякденному житті. Міська буржуазія повністю відмовилася від водуа на користь французької, і передача діалекту від батьків до дітей стала менш систематичною.

### З XVII століття до XVIII століття

#### Розвиток освіти та наслідки
З кінця XVII століття французька освіта почала розвиватися в сільській місцевості Во. У XVIII столітті значна частина населення вже вміла читати та писати французькою, що сприяло поширенню літургійної літератури.
Цей розвиток призвів до значного впливу патуа на французьку, формуючи регіональний варіант, який називають романською французькою. 1790 році П'єр Мерль д'Обіньє у своїй роботі «Елементи французької граматики» боровся з багатьма конструкціями, які, на його думку, були «порочними» і походили з патуа.
Попри це, саме в цей період з'явилися перші письмові твори водуа:
Професор Клерк переклав Овідія на початку XVIII століття.
1730 році був написаний класичний твір епохи — «Lo Conte dau Craizu» (Граф Крайзу).
З 1787 року газета «Le Journal de Lausanne»(Лозаннський журнал) публікувала тексти водуа.
Діалект також використовувався в листуванні для створення міцнішого зв'язку або для уникнення цензури.

### XIX століття

#### Революція та занепад діалекту
Водуанська революція 1798 року, що перебувала під впливом Французької революції, боролася з регіональними діалектами на користь французької мови. З 1800 року в містах розмовляли виключно французькою.
1815 року Дін Брідель зазначав:
«Мова уряду, кафедри, адвокатури та громадської освіти — французька… Але у своєму домашньому житті та між собою селяни використовують діалект, який вони називають римською або реманською».
У цьому революційному контексті письмова мова водуа використовувалася, зокрема, в памфлетах, де вона символізувала «мову справжніх швейцарців» на противагу французьким ідеям.
1806 році Мала рада нового кантону Во видала декрет, що забороняв використання водуа в школах. У статті 29 було зазначено: «Регенти заборонять своїм учням… використовувати патуа під час шкільних годин і загалом протягом усього курсу навчання». Дітей, які розмовляли діалектом, суворо карали, що призвело до того, що вони відповідали батькам французькою.
Зростання індустріалізації об'єднало населення, і французька стала спільною мовою робітників. Для фермерських сімей знання французької асоціювалося з соціальним просуванням, тому батьки перестали навчати дітей діалекту.

### Спроби збереження мови
Наслідком цих подій став швидкий занепад водуа по всьому кантону. Лише в периферійних регіонах, таких як Жора та Передальпи, збереглася усна практика діалекту. Однак деякі люди, яких називали «супроводжуючими», почали записувати мову у словниках та створювати діалектну літературу, щоб запобігти її зникненню.
Словники: Філіп-Сіріс Брідель написав глосарій, який був опублікований посмертно 1866 року. Наприкінці XIX століття Луїза Одін зібрала величезний корпус слів і прислів'їв, який вийшов 1910 році як «Glossaire du patois de Blonay» (Глосарій діалекту Блоне).
Література: У XIX столітті більшість літературних творів водуа публікувалися в періодичних виданнях. 1862 році вийшов журнал «Conteur vaudois» (Водуанський оповідач), присвячений місцевим історіям, а з 1868 по 1890 роки в Еглі видавався журнал «Agace» (Сорока), повністю написаний патуа.

### Водуа у XX—XXI століттях: Збереження та занепад
У XX столітті сучасною мовою кантону Во остаточно стала французька. Попри це, існували спроби зберегти водуа.

#### Видання та лінгвістичні ініціативи
Література: 1934 року припинилося видання «Conteur vaudois» (Водуанський оповідач). Його наступниками стали:
«Nouveau Conteur Vaudois et romand» (Нова оповідачка з Во та франкомовної Швейцарії) (1947–1950).

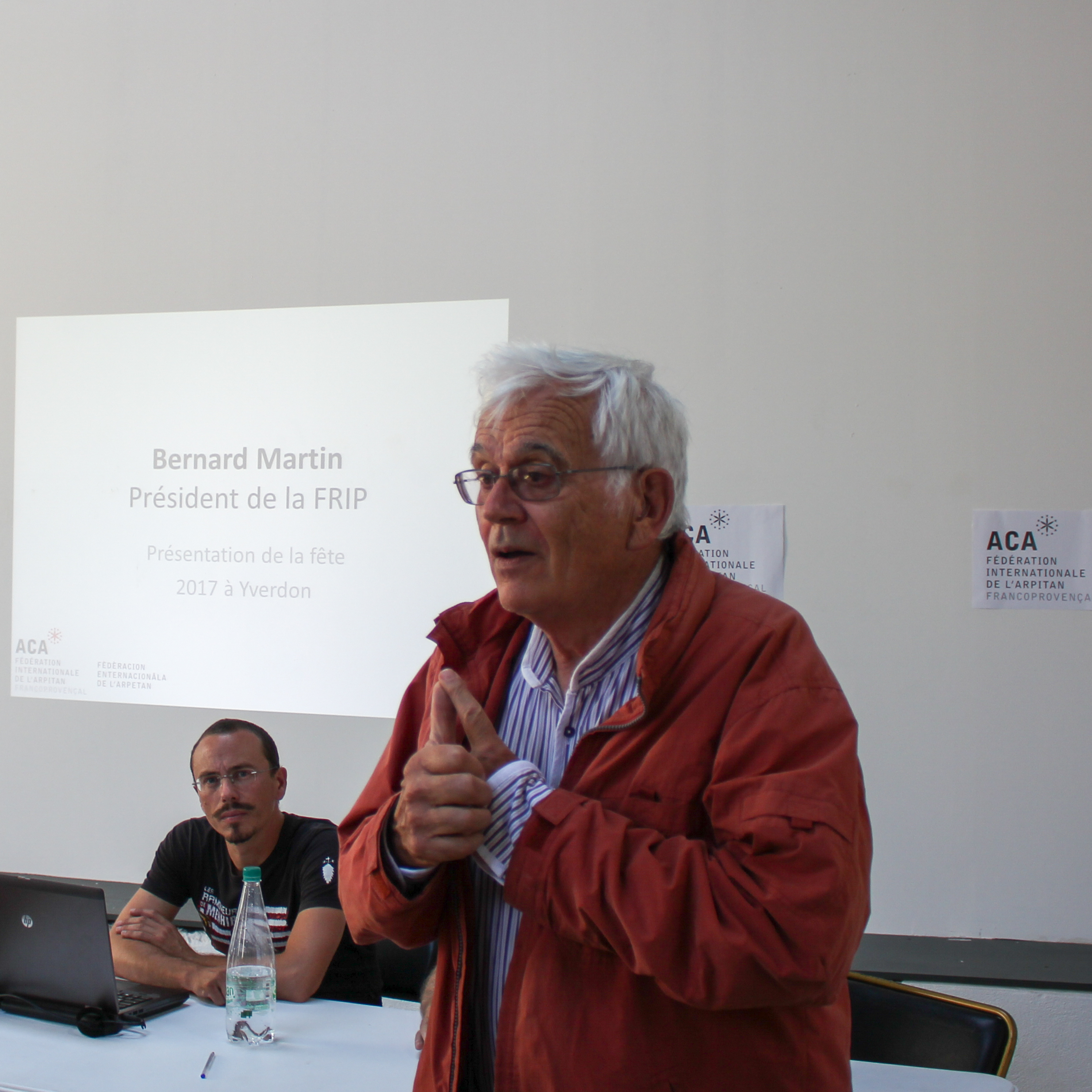
Бернар Мартін, президент франкомовної та міжрегіональної Федерації носіїв патуа (FRIP) та AVAP, під час 37 Міжнародного фестивалю арпітан у Сент-Етьєні, 2016 рік.

«Le Conteur romand» (Романдійський оповідач) (1956 ⁣ — ⁣ 1968).
Словники та лінгвістика: 1899 році лінгвіст Луї Гоша заснував у Невшателі Інститут глосарію франкомовних жаргонів Швейцарії (GPSR).1924 році він опублікував брошуру, де описав численні варіанти франкомовних жаргонів.

#### Асоціації та діяльність зі збереження
1946: Альфред де Зібенталь став першим, хто заснував Асоціацію носіїв патуа-мови в кантоні Во. За його прикладом були створені й інші.
1952: Оскар Паше, відомий як Джан де Біолле, заснував хор Amicale des patoisants de Savigny-Forel (Асоціація носіїв патуа Савіньї-Форель). Ця асоціація, крім просування мови, створила хор Lè sansounet («Шпаки»). Це єдина регіональна асоціація, яка досі діє у XXI столітті.
1953: У Савіньї було засновано Асоціацію друзів Водуа-Патуа (AVAP). Вона об'єднує регіональні асоціації і є частиною франкомовної та міжрегіональної Федерації носіїв патуа (FRIP).

### XXI століття
Пам'ять про мову, що існувала в кантоні Во до появи французької, поступово згасає. Її охоронці докладають зусиль для збереження цієї спадщини. На початку XXI століття активно діють лише дві асоціації:
Асоціація друзів патуа (AVAP) округу Во.
Асоціація носіїв патуа округу Савіньї-Форель.
З 2006 року AVAP видає щоквартальний журнал «Lo Conteu», який став наступником «Conteur Vaudois». Асоціація також організовує курси водуа-патуа.

## Особливості письмового діалекту
Водуа ніколи не мав орфографічного стандарту. Через обмежену кількість письмових текстів кожен автор записував його по-своєму, використовуючи латинський алфавіт та орфографічні правила французької мови.
Основні труднощі полягали в наступному:
Діалект містить усі звуки французької мови, але також має унікальні звуки — рясні дифтонги та «вологість», яких немає у французькій.
Велика різноманітність вимови та наголосу в різних регіонах ще більше ускладнювала уніфікацію письма.
Як наслідок, існує майже стільки ж варіантів написання водуа, скільки й авторів.
| IPA                | По рекафа | Глосарій Бріделя | Жюль Кордей | Топонімія | великий ORB | Переклад |
| ------------------ | --------- | ---------------- | ----------- | --------- | ----------- | -------- |
| /pljau/ або /pʎau/ | складка   | плау             | плиао       | пліау     | графік      | (іде дощ |

### Орфографія Жюля Корде
Жюль Корде розробив власну орфографію, яку згодом використали для двомовного словника патуа-французька, що вийшов у 1963 році. Ця орфографія стала загальноприйнятою завдяки словнику Дюбу, який вважається довідковим для всіх носіїв мови у XXI столітті. Однак, за словами Моріса Боссара, вона не підходить для діалектів Великого округу та Пеї д'Ан-Хаут, оскільки вони надто відрізняються від діалектів рівнини Во.

### Наддіалектна орфографія
Існують спроби створити універсальну орфографію. Домінік Стіч 1998 році опублікував книгу «Parlons francoprovençal» (Поговорімо франко-провансальською), де представив орфографію, названу Orthographe de Référence A (ORA). 2001 року він захистив дисертацію, запропонувавши переглянуту версію — Orthographe de Référence B (ORB). 2003 року він представив словник франко-провансальської мови на базі ORB, що містив, зокрема, слова водуа.

## Вимова

### Приголосні
У таблиці нижче наведено приголосні звуки водуанського діалекту. Більшість приголосних вимовляються, як у французькій мові, але водуа вирізняється наявністю численних вологих приголосних та звука [ç], якого немає в жодному іншому арпітанському діалекті.
Водуанський діалект не має єдиного орфографічного стандарту (див. вище). Саме тому в таблиці нижче наведено типові варіації, які можна знайти у різних авторів.:
| API         | Поширені графічні варіації             | Приклад Водуа             | Приклад французькою мовою | Коментар |
| ----------- | -------------------------------------- | ------------------------- | ------------------------- | --- |
| [p]         | p                                      | poûro                     | pauvre                    | |
| [b]         | b                                      | bî                        | beau                      | |
| [k]         | qu+e,i c+o,a                           | quemeint a cabelyon       | comme que                 | .Використання qu для позначення звука [k] набагато поширеніше в патуа, ніж у французькій мові. |
| [g]         | g+a,o gu+e                             | godzî guelenâ             | gamme bègue               | Група голосних gui+вимовляється не як [gj], а як [dj] (див. нижче). |
| [t]         | t                                      | tein                      | temps                     | |
| [tj] [tʃ]   | ti+voyelle cu quie                     | tiaffa accutâ /a.tjy.'tɑ/ | tiens                     | Звук [k], за яким слідує голосний переднього ряду, призводить до палаталізації. Приголосний [k] потім перетворюється на [t] wet. Різні написання демонструють цю еволюцію, оскільки ми знаходимо як cutsî, так і tiutsî. |
| [d]         | d                                      | damusalla                 | demoiselle                | |
| [dj]        | di+voyelle gui+voyelle                 | îguie guièro              | sans équivalent           | Палаталізація вибухового [g] призводить до його реалізації [dj]. Написання також демонструє цю еволюцію, оскільки ми зустрічаємо як guiéro, так і diéro. |
| [t͡s]        | ts                                     | tsin matsena              | mouche tsé-tsé            | Цей звук, дуже поширений у патуа, часто відповідає звуку [ʃ] у французькій мові. Можливо, під впливом німецької мови його іноді писали tz. |
| d͡z          | dz                                     | dzein cradzet             | sans équivalent           | Цей дуже поширений звук у патуа часто відповідає французькому [ʒ]. |
| [f]         | f ff                                   | famelye ètoffa            | famille                   | |
| [v]         | v                                      | avelye                    | avenue                    | У словах, що починаються на voui або voua, літеру v майже не чути. |
| [s]         | s ss c+i,e                             | sâdzo ètèssa ciè          | assurer ciel              | |
| [z]         | z s+voyelle                            | lè z'autro estiûsa        | bizarre hasard            | Як і у французькій мові, літера s між двома голосними вимовляється як z. |
| [ʃ]         | ch                                     | chenique                  | chien                     | |
| [ʒ]         | j                                      | jomètrie                  | gentil                    | Цей рідкісний звук у патуа з'являється лише в нещодавніх запозиченнях з французької мови. |
| [dʒ]        | dj                                     | Djan djamé                | adjudant                  | Як італійською Giacomo, Genova. |
| [l]         | l                                      | gôla                      | aller                     | |
| [lj]        | ly ll, lli gl, gli, glli, gly, glly lh | avelye fllon gllièce      | lien                      | Літера l завжди палаталізується, коли перед нею стоїть приголосна, а після неї — голосна. Іноді вона вимовляється як [ʎ]. Ця вологе l, дуже поширена в патуа, має багато графічних варіантів, що призводить до неправильної вимови, коли вона вимовляється «à la française» (наприклад, прізвище Glardon насправді вимовляється як lyardon).. |
| [ç]         | clli                                   | clliotse mèclliâ          | sans équivalent           | Цей звук, відносно поширений у патуа, вимовляється як ch у німецькій формі ich, за яким слідує вологе l, на одному диханні. Він походить від зустрічі звука [k], за яким слідує вологе l, та, шляхом асиміляції, від зустрічі [f] та вологого l (soclliâ: дути).                                                                              |
| [m]         | m                                      | medzî                     | manger                    | |
| [n]         | n                                      | naviau                    | navire                    | |
| [ɲ]         | ny, ni gn                              | nioussî gnôla             | agneau                    | |
| [r] [ʀ] [ʁ] | r rr                                   | rodze arrotse             | rouge                     | Якщо сьогодні літера «r» вимовляється як у французькій мові або іноді з лайкою, Моріс Боссар у своїй граматиці діалекту вказує, що її часто вимовляли як літеру.. |
| [j]         | y ï                                    | payî fâïe                 | youpie aïe                | |

### Голосні
У водуа є короткі та довгі голосні, тривалість яких збільшується під наголосом, що часто позначається циркумфлексом. Діалект також має три носові голосні. Через значну діалектну варіативність, у XXI столітті найпоширенішим вважається вимова жоратуанського діалекту.
| API     | Поширені графічні варіації | Приклад у Водуа       | Приклад французькою мовою | Коментар |
| ------- | -------------------------- | --------------------- | ------------------------- | --- |
| [a]     | a à                        | baragne dzeintyà      | barrière                  | 192 / 5 000 Результаты перевода Перевод Вимовляється як французьке «a» французькою мовою. У фіналі майже завжди ненаголошене та вимовляється слабо, як німе «e». Коли ненаголошене, його перевершує серйозний акцент.                                                                                    |
| [ɑ][ɑː] | â                          | lâ tsantâ             | pâtes                     | Цей велярний «а» часто довгий. |
| [ə]     | e                          | cramena quie          | que refaire               | Це німе або глухе «е» вимовляється так само, як і у французькій мові. Іноді воно може бути наголошеним або скороченим до простого «шва». У словах воно ненаголошене там, де у французькій мові очікується [ɛ]: serrâ /se.'ʁɑ/.                                                                           |
| [ɛ][ɛː] | è -et                      | hivè accouet carletta | hiver énergie casquette   | Як і у французькій мові, кінцеві приголосні -et та -ette/etta вимовляються як [ɛ]. В односкладових реченнях або в позиції, де кінцевий приголосний зник (fè замість fer), цей [ɛ] стає довгим. Літера è у фіналі вказує на ненаголошене е: наголос нагадує нам не забувати про нього під час вимови..    |
| [e][eː] | é                          | mére né               | nez rencontré             | На відміну від стандартної французької мови, é перед закінченням -re вимовляється як [e]: pére /peː.rə/ є протилежністю французького père /pɛr/. |
| [i][iː] | i î                        | courti bîta           | radis                     | У наголошеному положенні i завжди довге. У правописі воно ставиться з циркумфлексним наголосом. Просту літеру i не слід плутати з голосною i, яку іноді пишуть як y або ï, що позначає напівголосну yod [j], як у iâdzo /'jɑː.d͡zo/ (див. Приголосні) î+голосна має вимовлятися як довге i: vîa /'viː.a/. |
| [o][oː] | ô au                       | otôbre biau           | hôte                      | Довгий у акцентованому положенні |
| [ɔ][ɔː] | o oo                       | botolye d'aboo vîlyo  | robe                      | Зазвичай короткий голосний, якщо він не передує -r, який зник. Тоді він подовжується, і в написанні зазвичай позначається -oo. -o в кінцевій позиції атонічний, вимовляється дуже слабо. |
| [u][uː] | ou oû                      | mousâ dècoûte         | court                     | Довгий у напруженому положенні, з u, увінчаним циркумфлексом. |
| [y][yː] | u û                        | bedju quiûva          | mule rue                  | Довгий в акцентованому положенні, увінчаний циркумфлексом. |
| [ø]     | eu                         | conteu                | vœux                      | Рідкісний голосний у патуа, особливо присутній у запозиченнях з французької мови. |
| [ã]     | an                         | adan senanna          | enfant                    | У закінченнях -anna перша голосна назалізується. Тому її слід читати як senan·na /sə.'nã.na/. |
| [ɛ̃]     | in ein                     | tsemin minna einmodâ  | chemin                    | У закінченнях -inna перша голосна назалізується. Тому її слід читати як min·na /'mɛ̃.na/. |
| [ɔ̃]     | on                         | apondre ronnâ         | pompon                    | У закінченнях -onna перша голосна назалізується. Тому її слід читати як ron·nâ /'rɔ̃.nɑ/. |

### Дифтонги
Водуанський діалект має шість дифтонгів.
| API   | Поширені графічні варіації | Приклад у Водуа                 | Приклад французькою мовою | Коментар |
| ----- | -------------------------- | ------------------------------- | ------------------------- | --- |
| /ɑɛ/  | штучний інтелект           | ШІ м ай дзо                     | без еквівалента           | Дифтонг âi має тенденцію до монофтонгізації та перетворюється на â [ɑ] або é [e]                                                                                 |
| /au/  | âo                         | âo грач ао са                   | без еквівалента           | Вимовляється як німецьке Haus, Maul. |
| /wa/  | ой ого, ого                | ганд ой са c oua tron v ouâ rba | птах                      | Рідкісний звук у патуа. |
| /wɛ/  | захід так                  | рахунок p ouè                   | Так                       | |
| /we/  | так                        | так рег oué ssî                 | зізнатися                 | Звук [e] іноді дифтонгується, що призводить до утворення âi /ɑɛ/ у таких словах, як p ouâi son (отрута), couâite (приготований, поспіх) або èp ouâi râ (лякати). |
| /wiː/ | Так Так                    | ти не так, ста                  | так, стіті                | Тільки літера i в дифтонзі несе наголос. |

## Літературна традиція

### Приклад
Хоча водуа був переважно розмовною мовою, деякі автори з вищих класів населення (вчителі, професори, лікарі, пастори) писали нею, особливо з другої половини XIX до XX століття.
«Казка про олійну лампу»
Першим значним текстом став віршований твір «Lo conto dau craizu» («Казка про олійну лампу»), написаний близько 1730 року певним Деларю.
Цей текст — вірш, написаний олександрійським віршем з елементами плагіату. У ньому селянин скаржиться в Консисторії на жениха дочки, який її зневажає. Кожен вірш завершується рефреном: «Ditè-lo vâi, ser, ti per voutra concheince, Se gir onn'acchon ? Se lo sovereign di que cein sai onn'acchon, Pacheince (Скажіть це, панове, все по совісті, якщо це дія. Якщо государ каже, що це дія, терпіння!)».
| Оригінальний дизайн | Орфографія B | Французький переклад |
| --- | --- | --- |
| Бог добрий, мій секрет добрий, Assebin que à ti vo, сер lè commisséro. Tan-t'évain que clièr, dzein dè bantze et dè plionma Que fordzi ti l'ardzein sein marté born eincllionma. […] Vo sarâi don, messieu, se vo pllie d'acutâ, Que ma fellie et stu cor sè son dza z'u amâ ; And that no crayâ ti that sarâi on mariadzo Iô ne râi pan, bûro nè fromâdzo Але я впевнений, що все скінчено, бо я не знаю, мені нема про що турбуватися, мені нема про що турбуватися, мені нема про що писати. Басте ! Нарешті, я зрозумів, що він такий, ніби його не люблять. Ти скажеш нам, що маєш на увазі, і побачиш, хто твій супутник. […] | Diœ vos lo baleyy’ bon, monsior l'secretèro, Ну, що ж убили ваші комісари? І письменників, і клерків, людей банку та пломи, що підробляли гроші, не куючи молотком і не обкладаючи їх. […] Ваші саред, тож, панове, будь ласка, знайте, що моє фельє та це тіло вже разом; І нехай наші вбиті вірні будуть маріяхо. Ви не сумуватимете за сковородою, ослом чи сиром: Але що таке фені, бо для нього, orendrêt, моє фельє не варте того, ні в білому, ні в чорному. Був z-yu balyê quârques клопотів, Por cen, не має ні паперу, ні пергаменту написаного. Баста! нарешті його дії щодо нього такі прості, що він не має честі називати мене своїм батьком. Ви розповідали нам про те, про що ми співали, тож ви бачили, хто цей товариш. […] | Дай вам Бог, пане секретарю, Так само, як і ви, панове комісари. І письменники, і клерки, люди за столами та ручками, що кують усі гроші без молота та ковадла. […] Тоді ви дізнаєтеся, панове, якщо послухаєте, що моя дочка та цей хлопець кохали одне одного І що ми всі вірили, що це буде весілля, де не бракуватиме ні хліба, ні масла, ні сиру. : Але тепер це скінчено, бо для нього тепер, Моя донька нічого не варта, ні в білому, ні в чорному, Якщо він нам завдав якихось клопотів, Для того немає ні паперу, ні пергаменту написаного. Досить ! Зрештою, його вчинки щодо неї настільки чорні, що він не матиме честі називати мене тестем. Я наведу вам кілька прикладів, за якими ви побачите, який це компаньйон. […] |

## У літературі
Водуанський діалект, переважно розмовний, використовувався деякими авторами вищого класу (вчителями, професорами, лікарями, пасторами) у своїх творах, переважно з другої половини XIX та протягом XX століть. Усі вони походили з сільської місцевості.

### Класичні та сучасні автори
Моріс Боссар у вступі до своєї граматики Водо жаргону згадує таких авторів, як Шарль-Сезар Денереа, Луї Фавра, Рене Мейлан, Анрі Ніколье та Констант Дюмар. Асоціація AVAP опублікувала твори сучасних авторів, наприклад, Марі-Луїз Гумаз («Lo pitit prinço») та Анрі Кісслінґа («Lise, la veneindzâosa»).

### Гандуази
Найбільш плідним автором коротких комічних оповідань, так званих гандуазів (gandouazes), був шкільний інспектор Жюль Корде (псевдонім Марка Луї). Ці твори були зібрані у збірках «Po la veillâ» та «La veillâ à l'ottô».
Інша збірка гандуазів, Po recafâ (Для сміху), була опублікована в Conteur Vaudois видавництвом Payot у Лозанні, 1910 рік..

### Переклад Біблії
1951 році Луї Гумаз видав збірку «Притчі на водуанській діалектиці», що містила переклади притч та інших уривків з Біблії. Таким чином, Біблію було перекладено лише частково. 1999 року П'єр Ге переклав Книгу Псалмів безпосередньо з оригіналу на водуанську діалектику та опублікував її під назвою «Lè Chômo de la Santa Biblya». Євангеліє від Матвія також перекладено водуанською діалектикою (L'Èvandzîlo d'aprî Marc) Даніелем Корбазом.

### «Пригоди Тінтіна»
2007 року, завдяки Асоціації «Alliance Culturèla Arpitana», було опубліковано переклад коміксу «Справи про математичний аналіз» (L'afére Pecârd) на арпітанську. У цьому перекладі професор Тополіно та статисти з кантону Во розмовляють водуа. Професора математичного аналізу перейменували на «Пікар» на честь Огюста Пікара з Во, яким захоплювався Ерже

### Пов'язані статті
- лінгвістичний
  - список мов
    - мови за родинами
      - Індоєвропейські мови
        - Романські мови
          - Галло-романські мови
            - Франко-провансальська